# Sistema elettorale
Il sistema elettorale è costituito dall'insieme delle regole che si adottano in una democrazia rappresentativa per trasformare le preferenze o voti espressi dagli elettori durante le elezioni in seggi da assegnare all'interno del Parlamento o più in generale di un'assemblea legislativa.
È regolato dalla legge elettorale.

## Storia
Il sistema di votazione ha dato origine alla teoria del voto, a partire dal metodo di Borda e dal metodo di voto di Condorcet, entrambi sviluppati in Francia intorno al 1770 (anche se scritti di Raimondo Lullo ritrovati solo nel 2001 dimostrano che egli aveva già ideato entrambi i metodi nel XII secolo).
I primi contributi all'attribuzione di seggi sono successivi al 1787, anno di approvazione della Costituzione degli Stati Uniti, e furono riscoperti indipendentemente in Europa alla fine del XIX secolo.
La ricerca scientifica contemporanea si concentra più sull'esame degli effetti politici e statistici delle leggi elettorali (in particolare valutando il comportamento strategico dei partiti e/o degli elettori sugli esiti del voto, impiegando la teoria dei giochi) che sullo studio astratto delle regole.

## Descrizione

### Uso dell'espressione
Talvolta all'espressione si dà un significato più generale, che comprende l'intero insieme delle norme che regolano le elezioni:
- la disciplina della modalità della loro indizione,
- la disciplina dell'elettorato attivo e passivo,
- le modalità tecnico-operative di esercizio del voto,
- le modalità secondo le quali si presentano le candidature,
- la disciplina delle campagne elettorali e della propaganda politica in genere,
- la disciplina del finanziamento delle campagne elettorali.
- le modalità di allestimento delle sezioni elettorali e di protezione di esse,
- il procedimento elettorale nelle altre sue fasi fino allo scrutinio con interpretazione e conteggio dei voti espressi,
- la formula elettorale (la formula matematica di attribuzione dei seggi in base ai voti ottenuti da ciascun candidato o partito),
- l'apparato di tutela nel caso di eventuali contestazioni,
- le modalità di sostituzione nell'ufficio di coloro che, proclamati eletti, cessino per qualsiasi ragione dalla carica.

### Caratteristiche
Un sistema elettorale è composto da due elementi fondamentali: il sistema di votazione e il metodo per l'attribuzione dei seggi. Quest'ultimo richiede l'applicazione di una formula matematica predefinita, che viene detta "formula elettorale".
Tradizionalmente, la formula elettorale era classificabile in due grandi categorie:
i partiti vincitori in collegi uninominali o plurinominali;
- formule proporzionali (che sono state elaborate a partire dalla seconda metà dell'Ottocento e tendono a stabilire un rapporto proporzionale tra i voti ottenuti da un partito e i seggi a esso assegnati).

A partire dagli anni novanta del XX secolo si è diffusa sempre di più una terza categoria, quella dei
- sistemi misti.

Le formule appartenenti a questa categoria combinano elementi maggioritari ed elementi proporzionali, talvolta relazionati tra di loro (come nei sistemi italiani per Camera e Senato del 1993), talvolta assolutamente indipendenti (come nel sistema russo o in quello giapponese, entrambi del 1993).
La legge elettorale può essere approvata come legge ordinaria oppure come legge costituzionale.

L'approvazione tramite legge ordinaria espone al rischio di continui cambiamenti in vicinanza delle elezioni, in contrasto con la stabilità che dovrebbe caratterizzare questo tipo di regole (la tempistica ravvicinata alla scadenza rischia di spiazzare i competitori più deboli, come rilevato dalla Corte europea dei diritti dell'uomo nel caso Ekoglasnost contro Bulgaria) ed in contrasto con un'effettiva rappresentatività del Parlamento rispetto al corpo elettorale: difatti questo tipo di cambiamenti "a gioco già quasi iniziato" (non si dimentichi che la convocazione delle elezioni è solo un momento di una più generale fase preparatoria della scadenza elettorale, che opera a livello mediatico e comunicativo già diversi mesi prima) avviene da parte delle forze che hanno la maggioranza dei voti in Parlamento, a seconda di quanto è previsto dai sondaggi e da altre tornate elettorali concomitanti. Un secondo rischio è determinato dal possibile vaglio di costituzionalità sulle leggi ordinarie, in particolare dopoché Parlamento e Governo sono stati nominati applicando una legge elettorale, in un secondo momento dichiarata illegittima.
D'altro canto, approvare una legge elettorale come parte integrante della Costituzione, espone al serio problema che, in caso di eventuali criticità rilevate nella legge solo dopo averla messa in pratica, essa abbia necessità di un lavoro parlamentare di modifica generalmente ben più lungo e complesso per essere corretta o abolita.

## Il sistema maggioritario
I sistemi maggioritari limitano o impediscono la rappresentanza della minoranza. Nelle forme moderne si basano generalmente sul collegio uninominale, ma in passato e in alcuni casi sporadici odierni possono usare anche il collegio plurinominale.

### Il sistema uninominale
Caratteristica dei sistemi uninominali è quella di suddividere il territorio in tanti collegi quanti sono i seggi da coprire, esprimendo un unico candidato per partito. Si differenziano fra loro per il diverso criterio con cui viene definita o individuata la maggioranza.
- Nel sistema a turno unico, usato in Gran Bretagna, negli Stati Uniti e in Canada fra le nazioni più significative, viene eletto il candidato con la maggioranza relativa.
- Nel sistema a doppio turno tipico della Francia, per vincere è necessaria la maggioranza assoluta, altrimenti si ricorre a una nuova votazione fra i candidati che hanno superato la soglia di sbarramento. Nella forma più classica tuttavia, passano il turno solo i due candidati più votati, e così il secondo turno assume il nome di ballottaggio.
- Nel sistema a ballottaggio istantaneo usato in Australia, si mantiene il principio della maggioranza assoluta ma si risolve la gara in un unico turno. Per ottenere ciò, l'elettore non vota un singolo candidato ma stila una classifica di preferenze. Nelle schede elettorali attribuite ai candidati meno votati, si va a vedere quale sia il candidato meno sgradito fra i due che abbiano raccolto più prime preferenze, assegnandogli così voti aggiuntivi che determinano una maggioranza assoluta.

### Il sistema plurinominale
Il sistema plurinominale è il più antico, e dà all'elettore tanti voti quanti sono i candidati da eleggere. Qualora il voto sia libero si può votare in modo disgiunto fra ideologie diverse, mentre se si è obbligati a votare i candidati tutti di uno stesso partito si ha quello che si chiama un listino.
Per attenuare gli effetti ultra-distorsivi di questo sistema, si inventarono alcune varianti, tra cui il voto cumulativo che permetteva agli elettori di minoranza di far eleggere un proprio rappresentante concentrando su di lui tutti i voti a loro disposizione, o il voto limitato che dava agli elettori meno voti di preferenza di quanti fossero i seggi in palio.

## Il sistema proporzionale
Il sistema elettorale proporzionale, o di lista, fu introdotto nel corso del Novecento su spinta delle grandi formazioni politiche di massa, quelle centriste popolari, e quelle di sinistra socialiste. Il primo paese ad applicarlo fu il Belgio nel 1900.
Elemento caratterizzante del sistema proporzionale è l'assegnazione dei seggi in circoscrizioni elettorali plurinominali, suddividendoli fra le varie liste in proporzione ai voti ottenuti. Si presenta quindi come un sistema elettorale basato sulla democraticità e rappresentatività in quanto permette di fotografare le divisioni politiche effettive del Paese.
Aspetto positivo, quindi, che salta subito all'occhio, è la possibilità di una rappresentanza parlamentare che rifletta in maniera meno distorta possibile la reale situazione politica di un paese, con una significativa tutela delle minoranze. Qualora i partiti siano notevolmente frazionati, però, il proporzionale riflette questo frazionamento reale in parlamento e la formazione di un governo richiede coalizioni che uniscano più partiti, con conseguente forte instabilità (se i partiti non riescono a trovare degli accordi; viceversa può portare anche a sistemi consociativi e di governi di grosse coalizioni che tendono a tenere sotto controllo il conflitto).
I meccanismi proporzionali sono essenzialmente due: quello del quoziente e i più alti resti, e quello dei divisori e le più alte medie.

### Metodo del quoziente
Nella prima famiglia di metodi proporzionali, si stabilisce un quoziente elettorale che sarà il costo di un seggio in termini di voti, e si vede quante volte tale quoziente entra nel totale dei voti che una lista ha preso in una circoscrizione. La parte decimale del quoziente servirà per assegnare i seggi che non si è riusciti ad assegnare con le parti intere del quoziente. Tali seggi andranno alle liste che avranno i resti più alti in ordine decrescente.
Per individuare questo quoziente elettorale, ci sono vari metodi:
1. Quoziente Hare (o Naturale): si divide il totale dei voti validi (V) per il numero dei seggi da assegnare nella circoscrizione (S): {\displaystyle {\rm {Q}}={\frac {\rm {V}}{\rm {S}}}}
2. Quoziente Hagenbach-Bischoff: si divide il totale dei voti validi (V) per il numero dei seggi da assegnare nella circoscrizione più uno (S+1): {\displaystyle {\rm {Q}}={\frac {\rm {V}}{\rm {S+1}}}}
3. Quoziente Imperiali: si divide il totale dei voti validi (V) per il numero dei seggi da assegnare nella circoscrizione più due (S+2): {\displaystyle {\rm {Q}}={\frac {\rm {V}}{\rm {S+2}}}}
4. Quoziente +3: si divide il totale dei voti validi (V) per il numero dei seggi da assegnare nella circoscrizione più tre (S+3): {\displaystyle {\rm {Q}}={\frac {\rm {V}}{\rm {S+3}}}}
5. Quoziente Droop: si divide il totale dei voti validi (V) per il numero dei seggi da assegnare nella circoscrizione più uno (S+1) e al tutto si aggiunge un'unità: {\displaystyle \mathrm {Q} =\left({\frac {\mathrm {V} }{\mathrm {S} +1}}\right)+1}

I metodi più utilizzati sono i quozienti Hare e Hagenbach-Bischoff. Passando da Hare a Hagenbach-Bischoff a Imperiali, si riducono i resti e i seggi da assegnare in base a questi, favorendo in misura crescente le liste più votate; con il metodo Droop invece, si ottengono risultati pressoché identici all'Hare.
| Partiti   | Suffragi espressi | Seggi al quoziente | Resti di voti | Seggi ai resti | Totale |
| --------- | ----------------- | ------------------ | ------------- | -------------- | ------ |
| Partito A | 49 000            | 3                  | 4 750         | 0              | 3      |
| Partito B | 38 000            | 2                  | 8 500         | 1              | 3      |
| Partito C | 22 000            | 1                  | 7 250         | 0              | 1      |
| Partito D | 9 000             | 0                  | 9 000         | 1              | 1      |
| Totale    | 118 000           | 6                  | 29 500        | 2              | 8      |

| Partiti   | Suffragi espressi | Seggi al quoziente | Resti di voti | Seggi ai resti | Totale |
| --------- | ----------------- | ------------------ | ------------- | -------------- | ------ |
| Partito A | 49 000            | 4                  | 1 800         | 0              | 4      |
| Partito B | 38 000            | 3                  | 2 600         | 0              | 3      |
| Partito C | 22 000            | 1                  | 10 200        | 0              | 1      |
| Partito D | 9 000             | 0                  | 9 000         | 0              | 0      |
| Totale    | 118 000           | 8                  | 23 600        | 0              | 8      |

### Metodo dei divisori
Nella seconda famiglia di metodi proporzionali, quello dei divisori e le più alte medie, si dividono i voti totali di ciascuna lista di candidati in un collegio per una serie di coefficienti lunga fino al numero di seggi da assegnare nel collegio, e si assegnano i seggi alle liste in base ai risultati in ordine decrescente, fino a esaurimento dei seggi da assegnare. La serie dei divisori è ciò che differenzia i vari metodi:
1. Metodo D'Hondt (noto in USA come metodo Jefferson): si dividono i totali di voti delle liste per 1, 2, 3, 4, 5, 6, 7, 8, ... fino al numero di seggi da assegnare nel collegio.
2. Metodo Nohlen: si dividono i totali di voti delle liste per 2, 3, 4, 5, 6, 7, 8, 9, ... .
3. Metodo Sainte-Laguë (noto in USA come metodo Webster): si dividono i totali di voti delle liste per 1, 3, 5, 7, 9, 11, 13, 15, ... .
4. Metodo Sainte-Laguë corretto o Metodo danese: si dividono i totali di voti delle liste per 1.4, 3, 5, 7, 9, 11, 13, 15...[3].
5. Metodo belga: si dividono i totali di voti delle liste per 1, 1.5, 2, 2.5, 3, 3.5, 4, 4.5, ... .
6. Metodo Huntington: si dividono i totali di voti delle liste per 1.41, 2.45, 3.46, 4.47, ... .

Dal punto di vista degli esiti, il metodo più favorevole ai piccoli partiti è il Sainte-Laguë (anche corretto), il più favorevole ai grandi partiti è il Nohlen, seguito dal D'Hondt.
Le cifre in grassetto sono i seggi assegnati (le più forti medie).
| Partiti   | Suffragi espressi | 2      | 3      | 4      | 5     | 6     | 7     | 8     | Seggi ottenuti |
| --------- | ----------------- | ------ | ------ | ------ | ----- | ----- | ----- | ----- | -------------- |
| Partito A | 49 000            | 24 500 | 16 333 | 12 250 | 9 800 | 8 166 | 7 000 | 6 125 | 4              |
| Partito B | 38 000            | 19 000 | 12 666 | 9 500  | 7 600 | 6 333 | 5 428 | 4 750 | 3              |
| Partito C | 22 000            | 11 000 | 7 333  | 5 500  | 4 400 | 3 666 | 3 142 | 2 750 | 1              |
| Partito D | 9 000             | 4 500  | 3 000  | 2 250  | 1 800 | 1 500 | 1 285 | 1 125 | 0              |

Le cifre in grassetto sono i seggi assegnati (le più forti medie).
| Partiti   | Suffragi espressi | 3      | 5     | 7     | 9     | 11    | 13    | 15    | Seggi ottenuti |
| --------- | ----------------- | ------ | ----- | ----- | ----- | ----- | ----- | ----- | -------------- |
| Partito A | 49 000            | 16 333 | 9 800 | 7 000 | 5 444 | 4 455 | 3 769 | 3 267 | 3              |
| Partito B | 38 000            | 12 667 | 7 600 | 5 429 | 4 222 | 3 455 | 2 923 | 2 533 | 3              |
| Partito C | 22 000            | 7 333  | 4 400 | 3 143 | 2 444 | 2 000 | 1 692 | 1 467 | 1              |
| Partito D | 9 000             | 3 000  | 1 800 | 1 286 | 1 000 | 818   | 692   | 600   | 1              |

### Voto di preferenza
Il sistema proporzionale può prevedere o meno la possibilità per l'elettore di esprimere una o più preferenze per un candidato all'interno della lista votata. In questo caso, vengono eletti nell'ambito di ogni lista i candidati che hanno ottenuto il numero maggiore di preferenze. Se invece non è previsto il voto di preferenza, i candidati vengono scelti secondo l'ordine in cui compaiono in lista, delegando ai partiti l'individuazione degli eletti: si parla in questo caso di lista bloccata.
Il voto di preferenza ha benefici controversi. A favore vi è la maggiore possibilità di scelta per l'elettore; contro vi è il fatto che il singolo candidato, per ottenere la preferenza, è costretto a una costosa campagna elettorale personale, e la necessità di raccogliere i fondi necessari può potenzialmente stimolare episodi di corruzione.
Le modalità di indicazione della persona prescelta sono due: spuntare il nome in una lista dei candidati prestampata sulla scheda elettorale, oppure scrivere il nominativo per esteso. La seconda modalità è soggetta a una maggiore discrezionalità dei presidenti di seggio, che possono stabilire se sono valide o meno le schede che non riportano interamente nome e cognome, le iniziali o diverse abbreviazioni, oppure parole aggiuntive che non fanno parte del nome del candidato. Questa seconda modalità è adatta al controllo dei voti clientelari. Il voto è anonimo, ma l'elettore in cambio di favori personali può accordarsi per scrivere il nominativo con il nominativo completo di secondo nome e alcune parti abbreviate, creando un numero di combinazioni che rendono riconoscibile un numero elevato di schede e verificabile il rispetto di altrettanti accordi clientelari.

## Sistemi corretti (e misti)
Come abbiamo visto, non esiste un sistema elettorale che si possa considerare perfetto, ma entrambi i tipi possiedono i propri vantaggi e i propri svantaggi. Per ovviare a tali inconvenienti, cercando di recuperare le caratteristiche positive di ciascun sistema ma limitando quelle negative, si sono col tempo andati a elaborare sistemi corretti, o misti, dei due modelli originari.

### Sistemi maggioritari corretti
L'aspetto negativo del maggioritario è, lo abbiamo visto, la scarsa, se non nulla, rappresentanza e di conseguenza tutela delle formazioni politiche minori. Per ovviare a tale problema, è stata proposta e talvolta adottata (ma solo in tempi molto recenti, dal 1993 in avanti) l'introduzione di quote proporzionali: la maggior parte dei seggi viene assegnata con criterio maggioritario uninominale, mentre una parte viene assegnata con criterio proporzionale. Essenziale a tal fine è il collegamento dei singoli candidati uninominali con più ampie liste di partito o coalizione espresse a livello nazionale.
Il primo esempio in tal senso venne costituito dalle leggi italiane n. 276 e n. 277 del 1993, relative rispettivamente all'elezione del Senato e all'elezione della Camera. Esse erano entrambe caratterizzate dall'assegnazione di circa il 75% dei seggi in collegi maggioritari uninominale; e del restante 25% con criterio proporzionale, previo lo scorporo dei voti ottenuti dai vincitori dei collegi uninominali. La conseguenza era che il riparto proporzionale ridimensionava di molto l'effetto maggioritario determinato dal collegio uninominale, portando la coalizione vincitrice a disporre di un ridotto numero di seggi di vantaggio sull'opposizione. Un ulteriore elemento di debolezza dei Governi fu determinato dal fatto che, in tal modo, divenivano determinanti i seggi ottenuti dalle liste minoritarie o estremiste, all'interno della coalizione vincitrice. In ogni caso, ciò dipese non solo dalla formula elettorale, ma anche dal fatto che le coalizioni presero l'abitudine, sin dalle elezioni del 1994, di proporre un solo candidato per collegio; e utilizzarono un criterio proporzionale per spartirsi le candidature. Ma successivamente alle elezioni si crearono in Parlamento tanti gruppi parlamentari quanti erano i partiti che avevano dato vita a ciascuna coalizione.
Resta il fatto che le due leggi erano tra loro piuttosto diverse, in quanto
- per il Senato si operavano dei conteggi su base regionale e là dove una coalizione avesse vinto in tutti i collegi uninominali in palio in una Regione (circostanza che non fu infrequente), essa non partecipava al successivo riparto proporzionale[6];
- per la Camera vigeva un imperfetto meccanismo di scorporo dei voti (in un collegio unico nazionale), in quanto venivano sottratti non quelli ottenuti dal vincitore nel collegio uninominale, bensì quelli del secondo classificato[7]; inoltre, per la parte proporzionale l'elettore disponeva di una seconda scheda. Le distorsioni furono amplificate quando (soprattutto nel 2001) le coalizioni sfruttarono gli imperfetti meccanismi di collegamento tra candidati e liste, dando vita a delle liste civetta, che comprendevano candidati non rappresentativi ed erano finalizzate unicamente a portare in detrazione i voti ottenuti dai vincitori dei collegi uninominali, permettendo alle liste di partito di aggirare il meccanismo dello scorporo[8].

In entrambi i sistemi, i seggi proporzionali spettanti a ciascuna lista venivano poi attribuiti ai candidati che avessero ottenuto le più alte percentuali elettorali.
Come si è già accennato, un secondo gruppo di sistemi misti è quello dei sistemi paralleli, come quello russo e di numerosi paesi dell'Est Europa, che prevedono banalmente una quota di seggi assegnati proporzionalmente e una con sistema maggioritario, senza che vi sia alcun collegamento fra le due parti, un esempio ne è la legge rosato che ha regolato le lezioni generali del 2018 e del 2022. La quota proporzionale può essere anche molto alta, arrivando a coprire fino alla metà dei seggi in palio.

### Sistemi proporzionali
Si è detto che l'inconveniente maggiore provocato dalla proporzionale è quello di creare instabilità governativa, sia perché, garantendo i partiti minori, consegna loro in verità la possibilità di condizionare i governi in misura ben maggiore del proprio reale peso elettorale, sia perché, a causa dell'alta frammentazione, le maggioranze sono spesso assai risicate ed esposte a continue imboscate da parte dell'opposizione.
Per ovviare al primo inconveniente, sono stati elaborati sistemi che limitino il meccanismo proporzionale sottraendo ai partiti minori i benefici che esso fornirebbe loro. Esistono due metodi, uno implicito e uno esplicito, per ottenere tale scopo:
A - quello implicito si ottiene limitando la dimensione delle circoscrizioni elettorali. Caratteristica saliente della proporzionale rispetto al maggioritario è, lo abbiamo visto, l'ampio numero di elettori, e conseguentemente seggi, compresi nella circoscrizione proporzionale rispetto ai collegi maggioritari. Riducendo l'ampiezza delle circoscrizioni, dunque, si riduce il tasso di proporzionalità del sistema, diminuendo le probabilità dei partiti minori di ottenere i pochi seggi disponibili in ciascuna delle succitate circoscrizioni. È il meccanismo previsto dal sistema elettorale spagnolo e, de facto, dal sistema elettorale svizzero per la Camera bassa elvetica.
B - quello esplicito consiste nell'introdurre una clausola di sbarramento (o di accesso), cioè una percentuale minima di voti che il partito deve ottenere per poter entrare in Parlamento. Ne è esempio il sistema elettorale tedesco che stabilisce di regola nel 5% la soglia minima di voti necessari per entrare a far parte del Bundestag.
Per aggirare invece il secondo problema, quello delle scarse maggioranze su cui si basano solitamente i governi nati da elezioni proporzionali, un meccanismo tipico (ma assai poco utilizzato nel mondo) è quello di attribuire un premio di maggioranza (bonus), consistente in una quota variabile di seggi assegnati “in regalo” alla lista o coalizione vincitrice della tornata elettorale, qualora non abbia già raggiunto un livello predeterminato di seggi. Tale sistema costringe i partiti a coalizzarsi fin da prima delle elezioni come accade col maggioritario.

## Governabilità e rappresentatività
Molto brevemente, la differenza fra proporzionale e maggioritario si può riassumere così: il maggioritario favorisce la governabilità, il proporzionale favorisce la rappresentatività: col primo il parlamento è egemonizzato da pochi partiti, col secondo il parlamento ha una composizione abbastanza fedele all'orientamento degli elettori. Spetta al legislatore decidere quale dei due utilizzare.
Vi è però un'importante eccezione alla regola appena descritta, costituita dai partiti regionalisti. Un partito piccolo ma fortemente concentrato sul territorio, infatti può non solo uscire indenne da un'elezione maggioritaria, ma anzi al contrario rafforzato, ottenendo fino al monopolio della rappresentanza politica nelle regioni in cui esso è particolarmente radicato. Nel sistema uninominale britannico, ad esempio, questo è il caso tipico dello Scottish National Party. In Italia, nel sistema in vigore dal 1993 al 2005, si segnalavano i casi della Südtiroler Volkspartei, che senza il meccanismo dello scorporo avrebbe ottenuto il monopolio della rappresentanza dell'Alto Adige, e della Lega Nord, la quale nelle elezioni del 1996, pur correndo solitaria, non solo non ebbe un danno se non minimo in termini di seggi (9,4% a fronte del 10,1% dei voti validi), ma provocò la disfatta, sempre in termini di seggi, dell'allora avversaria coalizione di Silvio Berlusconi, favorendo la vittoria dell'Ulivo di Romano Prodi.
Le modalità di voto, in Italia, sono modificabili con una legge ordinaria, approvabile dalla maggioranza di Governo. In altri Paesi, la Costituzione stabilisce le principali modalità di voto e la modifica delle modalità elettorali richiede procedure lunghe e articolate di revisione costituzionali, quanto meno leggi da approvare con maggioranze qualificate (dei 2/3 circa del Parlamento) difficilmente raggiungibili dalla sola maggioranza di Governo, in modo tale che le regole democratiche siano condivise.
Talora, esiste un vincolo temporale che vieta di modificare le norme elettorali entro un certo periodo prima del giorno delle elezioni.